# Patrick Macnee
Patrick Macnee, nome completo Daniel Patrick Macnee (Londra, 6 febbraio 1922 – Rancho Mirage, 25 giugno 2015), è stato un attore britannico.

## Biografia
Patrick Macnee era di origine scozzese, essendo suo bisnonno, Sir Daniel Macnee, un ritrattista scozzese. È stato l'unico figlio dell'allenatore di cavalli da corsa Daniel Shrimp Macnee e di Dorothea May Henry, che era imparentata con gli Earls di Huntingdon. Per questa parentela materna, Macnee ha a lungo lasciato intendere di poter essere un lontano discendente di Robin Hood. Talvolta ha detto di essere stato una pecora nera della famiglia Huntingdon.
I suoi genitori divorziarono dopo che la madre dichiarò la propria omosessualità, e Macnee ebbe in "zia Evelina" (come riportato nelle sue memorie) colei che lo aiutò pagandogli gli studi.
È noto per la sua partecipazione al telefilm Agente speciale (The Avengers), accanto a Diana Rigg nel ruolo di Emma Peel. Dal 1961 al 1969 Macnee interpretò il ruolo del protagonista della serie, John Steed, impersonando la quintessenza dell'icona british, sempre inappuntabile con il suo cappello a bombetta, l'immancabile ombrello e l'abito di classico taglio sartoriale. L'attore riprese il personaggio di John Steed un decennio più tardi, nella serie Gli infallibili tre, che andò in onda nella stagione 1976-1977.
Nel 1985 prese parte al film di James Bond 007 - Bersaglio mobile, accanto a Roger Moore, con il quale aveva già lavorato nel film d'avventura L'oca selvaggia colpisce ancora (1980).
Nel 1986 apparve più volte (mediante fotomontaggio) insieme alla cantante Chrissie Hynde nel videoclip del brano Don't Get Me Wrong dei Pretenders.
Nel 1996 appare nel video della canzone Don't Look Back in Anger degli Oasis.

## Filmografia parziale

### Cinema
- Lo schiavo dell'oro (Scrooge), regia di Brian Desmond Hurst (1951)
- La battaglia di Rio della Plata (The Battle of the River Plate), regia di Michael Powell ed Emeric Pressburger (1956)
- Les Girls, regia di George Cukor (1957)
- L'oca selvaggia colpisce ancora (The Sea Wolves), regia di Andrew V. McLaglen (1980)
- L'ululato (The Howling), regia di Joe Dante (1981)
- L'ospedale più pazzo del mondo (Young Doctors in Love), regia di Garry Marshall (1982)
- This Is Spinal Tap, regia di Rob Reiner (1984)
- 007 - Bersaglio mobile (A View to a Kill), regia di John Glen (1985)
- Waxwork - Benvenuti al museo delle cere (Waxwork), regia di Anthony Hickox (1988)
- La maschera della morte rossa (Masque of the Red Death), regia di Larry Brand (1989)
- Waxwork 2 - Bentornati al museo delle cere (Waxwork II: Lost in Time), regia di Anthony Hickox (1992)
- The Avengers - Agenti speciali (The Avengers), regia di Jeremiah S. Chechik (1998)

### Televisione
- The Alcoa Hour – serie TV, episodio 1x20 (1956)
- Gli uomini della prateria (Rawhide) – serie TV, episodio 2x05 (1959)
- Alfred Hitchcock presenta (Alfred Hitchcock Presents) – serie TV, episodi 5x01-5x02 (1959)
- Ai confini della realtà (The Twilight Zone) – serie TV, episodio 1x10 (1959)
- Avventure in paradiso (Adventures in Paradise) – serie TV, episodio 1x10 (1959)
- Agente speciale (The Avengers) – serie TV, 161 episodi (1961-1969)
- Il virginiano (The Virginian) – serie TV, episodio 8x21 (1970)
- Mistero in galleria (Night Gallery) – serie TV, 1 episodio (1971)
- Colombo (Columbo) – serie TV, episodio 4x04 (1975)
- Sherlock Holmes a New York (Sherlock Holmes in New York), regia di Boris Sagal – film TV (1976)
- Gli infallibili tre (The New Avengers) – serie TV, 26 episodi (1976-1977)
- Notte di morte (Dead of Night), regia di Dan Curtis – film TV (1977)
- Episodi di Galactica (serie televisiva 1978) (Guerra tra Bene e Male) – (1978)
- Automan – serie TV, episodio episodio pilota (1983)
- Magnum, P.I. – serie TV, episodio 4x18 (1984)[3]
- La signora in giallo (Murder, She Wrote) – serie TV, episodi 2x05-9x05 (1985-1992)
- Super Force – serie TV, 48 episodi (1990-1992)
- Palm Springs, operazione amore (P.S.I. Luv U) – serie TV, 5 episodi (1991)
- Thunder in Paradise – serie TV, 22 episodi (1994)

## Doppiatori italiani
- Carlo D'Angelo in Les Girls
- Glauco Onorato in L'oca selvaggia colpisce ancora
- Luciano Melani in L'ululato
- Sergio Graziani in 007 - Bersaglio mobile
- Oreste Lionello in Agente speciale (st. 4-5)
- Sergio Fiorentini in La signora in giallo
- Giancarlo Maestri in Colombo
- Pietro Ubaldi in Automan